# Gherardo Taddia
Gherardo Taddia (Pieve di Cento, 9 dicembre 1894 – Bologna, 24 aprile 1976) è stato un politico italiano.
Iscritto al Partito Socialista, di professione avvocato, il 25 giugno 1946 viene eletto come rappresentante alla Costituente. Nel 1947 aderisce, a seguito della scissione di Palazzo Barberini, al Partito Socialista dei Lavoratori Italiani.

## Biografia
Nato a Pieve di Cento, allora provincia di Ferrara, da Ruggero e Alessandrina Pasquali, si iscrive al Partito Socialista Italiano nel 1909. Allo scoppio della prima guerra mondiale si arruola volontario come ufficiale del Regio esercito.
Già schedato dalla polizia negli anni studenteschi per la sua attività contestataria, al rientro dal conflitto si trasferisce a Bologna dove, essendosi laureato in giurisprudenza, apre il suo studio professionale.
Nel 1926, soggetto alle persecuzioni fasciste, è costretto ad allontanarsi dalla città, rientrandovi nel 1929. Posto sotto controllo dall'OVRA, partecipa attivamente alla Resistenza italiana, non chiedendo però il riconoscimento di partigiano.
Eletto alla Costituente è artefice di un'interrogazione sulla diminuzione della tassa patrimoniale e della sovraimposta immobiliare per la ricostruzione degli stabili danneggiati durante i bombardamenti della seconda guerra mondiale. Conclusa l'esperienza abbandona la scena politica per dedicarsi all'avvocatura.